# 익산부천중학교
익산부천중학교(益山富泉中學校)는 대한민국 전북특별자치도 익산시 어양동에 있는 공립 중학교이다.

## 학교 연혁
- 2002년 11월 7일 : 학교 설립 계획 승인
- 2008년 3월 1일 : 익산부천중학교 개교(7학급 231명)
- 2022년 3월 1일 : 제5대 윤인자 교장 부임
- 2024년 2월 8일 : 제14회 졸업 7학급 198명 졸업(총 3,494명)
- 2024년 3월 4일 : 21학급 567명(191명 입학)

## 참고 자료
- 익산부천중학교 - 한국교육학술정보원 학교알리미